# ふうせん (曲)
「ふうせん」は、1999年2月～3月まで、NHKの音楽番組『みんなのうた』で放送された楽曲。作詞・作曲：小島麻由美、編曲：小島麻由美、清水一登、歌：小島麻由美。